# Меню (фільм)
«Меню» (англ. Menu) — американська короткометражна кінокомедія 1933 року режисера Ніка Грінда. В 1934 році фільм був номінований на премію «Оскар» за найкращий новаторський короткометражний фільм. Фільм можна вважати приквелом до короткометражного фільму «Мудрість Пенні» (1937).

## Сюжет
Джон Ксав'єр Омськ має розлад шлунку, а все тому, що його дружина готує, м'яко кажучи, не дуже. Але одного разу на її кухні з'являється кухар-чарівник, який допомагає їй приготувати качку, що зможе позбавити її чоловіка від недуги.

## У ролях
- Піт Сміт — оповідач
- Луїс Альберні — Бізетті, кухар-чарівник
- Уна Меркел — місіс Омськ
- Франклін Пенгборн — Джон Ксав'єр Омськ